# Elijah C. Hutchinson

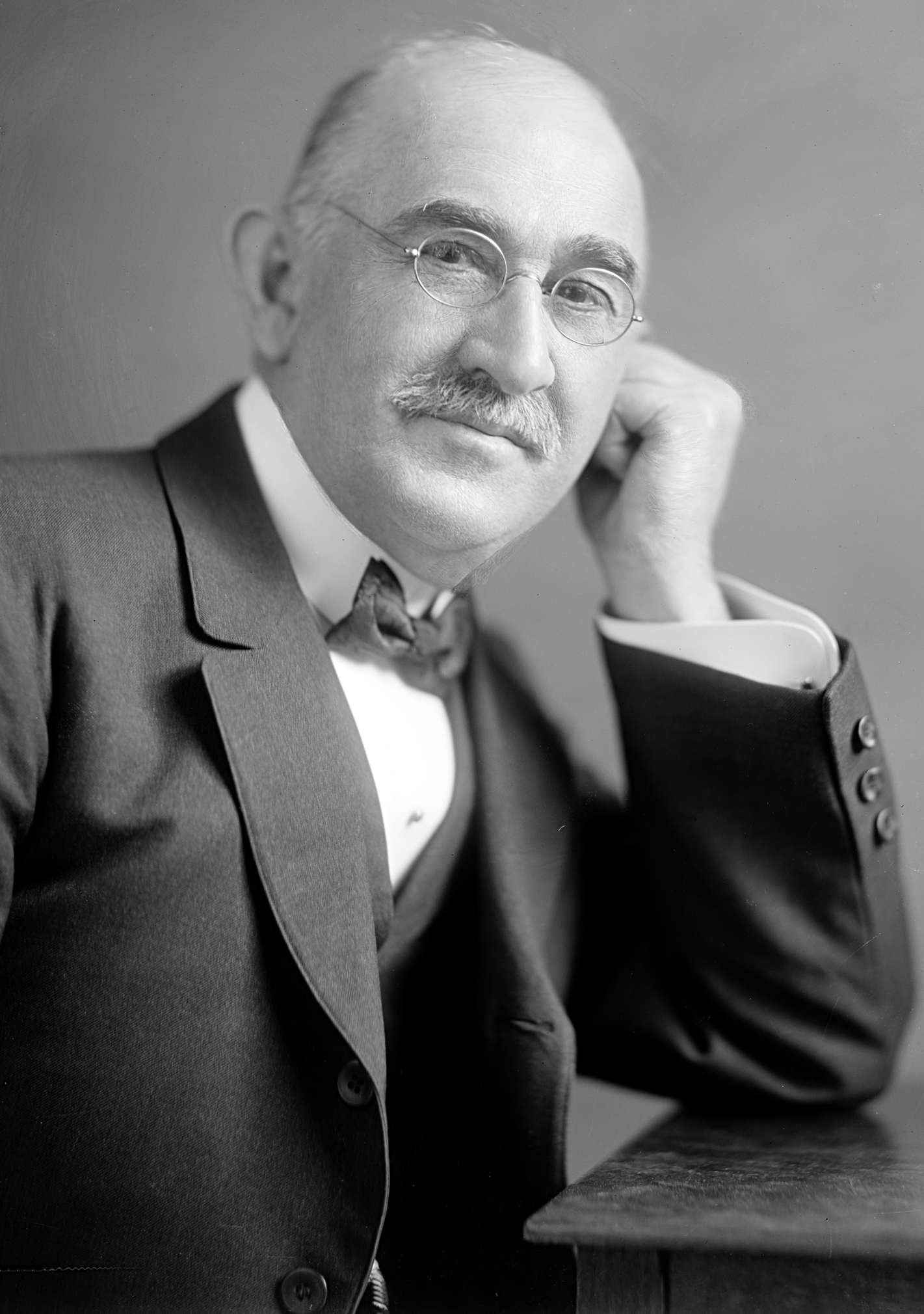
Elijah C. Hutchinson

Elijah Cubberley Hutchinson (* 7. August 1855 in Windsor, Mercer County, New Jersey; † 25. Juni 1932 in Trenton, New Jersey) war ein US-amerikanischer Politiker. Zwischen 1915 und 1923 vertrat er den Bundesstaat New Jersey im US-Repräsentantenhaus.

## Werdegang
Elijah Hutchinson besuchte die öffentlichen Schulen seiner Heimat sowie das Riders Business College in Trenton. Danach arbeitete er in Hamilton als Müller. Er wurde auch im Bankgewerbe tätig; außerdem stellte er Dünger her. Gleichzeitig begann er als Mitglied der Republikanischen Partei eine politische Laufbahn. Drei Jahre lang gehörte er dem Gemeinderat von Hamilton an. In den Jahren 1895 und 1896 war Hutchinson Mitglied der New Jersey General Assembly; von 1899 bis 1904 saß er im Staatssenat, dessen Präsident er im Jahr 1903 war. Zwischen 1905 und 1908 war er Staatsbeauftragter für das Straßenwesen in New Jersey.
Bei den Kongresswahlen des Jahres 1914 wurde Hutchinson im vierten Wahlbezirk von New Jersey in das US-Repräsentantenhaus in Washington, D.C. gewählt, wo er am 4. März 1915 die Nachfolge des Demokraten Allan B. Walsh antrat, den er bei der Wahl geschlagen hatte. Nach drei Wiederwahlen konnte er bis zum 3. März 1923 vier Legislaturperioden im Kongress absolvieren. In diese Zeit fiel der Erste Weltkrieg. In den Jahren 1919 und 1920 wurden der 18. und der 19. Verfassungszusatz ratifiziert. Dabei ging es um das Verbot des Handels mit alkoholischen Getränken und die bundesweite Einführung des Frauenwahlrechts.
Im Jahr 1922 unterlag Hutchinson dem Demokraten Charles Browne. Nach dem Ende seiner Zeit im US-Repräsentantenhaus zog er aus der Politik zurück. Er starb am 25. Juni 1932 in Trenton.